# Carausius morosus
A mogorva-, vagy indiai botsáska (Carausius morosus), a rovarok (Insecta) osztályának a botsáskák (Phasmatodea) rendjéhez, ezen belül a valódi botsáskák (Phasmatidae) családjához és a Lonchodinae alcsaládjához tartozó faj.
A faj a botsáskák rendjének legközismertebb faja, rengetegen gondozzák otthonaikban, terráriumi díszállatként.

## Elterjedése
Indiában őshonos, a cserjés, bokros területeket kedveli.

## Megjelenése
A nőstények 70-80 mm hosszúak, pálcaszerűek, barnák vagy zöldek. Az első pár láb belseje ivarérett nőstényeknél vörös. Fogságban ritkán találkozhatunk a szárnyas hím példányokkal, de a természetes populációkban előfordulnak. Lábaik vékonyak, csápjaik rövidek. Fejükön jellegzetes szarvszerű kinövést viselnek.
Egyes körülmények között a petékből günandromorf egyedek is kikelhetnek. A günandromorfok 55 mm hosszúak, nem csak mellső lábuk, de a tor is vöröses színű.

## Életmódja
Táplálkozását tekintve, a többi botsáska fajhoz képest erősen polifág. Fogsásgban elsősorban szeder, Borostyán (növénynemzetség), tölgy, mogyoró levelével táplálják.
Veszélyhelyzetben az állat halottnak tetteti magát.

### Szaporodása
A természetes populációk ivarosan is, a fogságban tartott egyedek szinte kizárólag szűznemzés (parthenogenesis) útján szaporodnak. A nimfák 3-8 hónap múlva kelnek ki az 1 mm nagságú petékből.
Az első hónapban 28-30 °C-on tartott petékből nagy számmal kelnek ki günandromorf egyedek.